# 新小泉駅
新小泉駅（しんこいずみえき）は、かつて群馬県邑楽郡大泉町にあった、東武鉄道仙石河岸線の貨物駅（廃駅）である。

## 歴史
- 1955年（昭和30年）9月20日：開業[1][2]。
- 1975年（昭和50年）4月1日：廃止。

## 駅構造

### 駅周辺

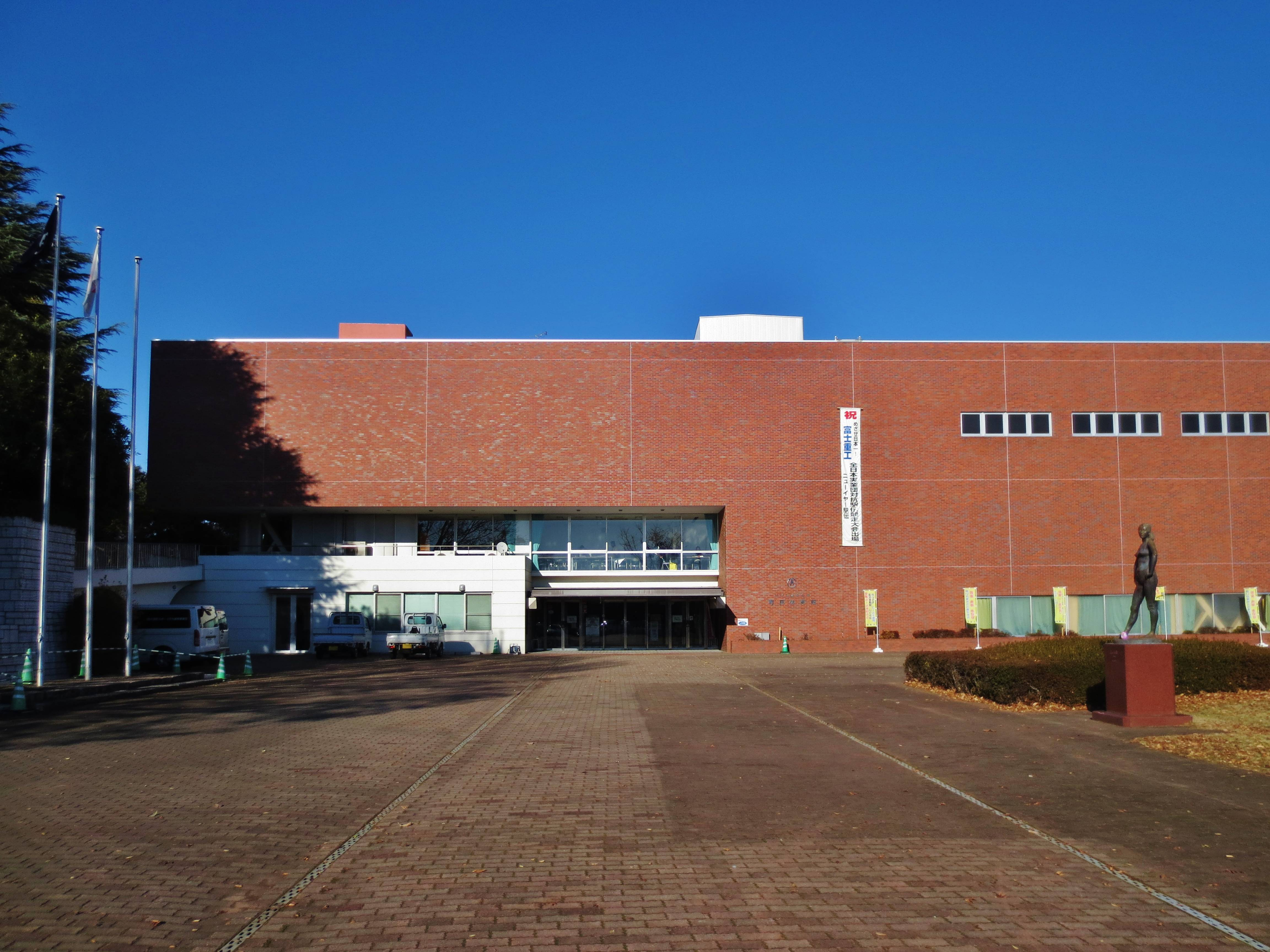
いずみ総合公園町民体育館

- いずみ総合公園
- いずみ総合公園町民体育館
- パナソニック東京製作所

## 現状
線路跡はいずみ緑道となっている。

## 隣の駅
東武鉄道
仙石河岸線
西小泉駅 - （貨）新小泉駅 - （貨）仙石河岸駅